# Epidendrum mantiqueranum
Epidendrum mantiqueranum är en orkidéart som beskrevs av Paulo Campos Porto och Alexander Curt Brade. Epidendrum mantiqueranum ingår i släktet Epidendrum och familjen orkidéer. Inga underarter finns listade i Catalogue of Life.